# Jesús Cortez
Jesús Cortez es un futbolista venezolano que juega como lateral izquierdo.

## Clubes
| Club               | País      | Año       |
| ------------------ | --------- | --------- |
| Monagas SC         | Venezuela | 2015-2016 |
| Mineros de Guayana | Venezuela | 2017      |
| TFC Maracaibo      | Venezuela | 2018      |
| Atlético F. C.     | Colombia  | 2019-2021 |